# اللواء 2 مشاة جبلي (اليمن)
اللواء الثاني مشاة جبلي هو لواء مشاة جبلية يمني يتبع القوات البرية اليمنية كان يتبع قوات الحرس الجمهوري، ويتمركز في منطقة عزان التابعة لمديرية ميفعة في محافظة شبوة ويتبع عمليات المنطقة العسكرية الثالثة.

## التاريخ
- يونيو 2012 قوات اللواء الثاني مشاة جبلي تشارك في استعادة السيطرة على مدينة شقرة من تنظيم القاعدة.[3]
- أغسطس 2012 قرار جمهوري بنقل قيادة اللواء الثاني مشاة جبلي إلى قيادة المنطقة الجنوبية العسكرية.[4]
- مايو 2014 قوات اللواء الثاني مشاة جبلي تستعيد مدينة عزان من تنظيم القاعدة.[5]
- أغسطس 2014 هجوم بسيارة مفخخة على معسكر اللواء الثاني مشاة جبلي ومقتل 8 جنود.[6][7]
- ابريل2015 سقوط معسكر اللواء الثاني مشاة جبلي في منطقة عزان بيد المقاومة الشعبية المؤيد للرئيس اليمني عبد ربه منصور هادي.[8][9]
- أغسطس 2022 سقوط معسكر اللواء الثاني مشاة جبلي في منطقة عزان بيد ألوية العمالقة الجنوبية وقوات دفاع شبوة بعد معارك بين الطرفين في ما يعرف بمعركة شبوة (2022).[10][11]

## القادة
| م | القائد                             | بداية      | نهاية | المدة |
| - | ---------------------------------- | ---------- | ----- | ----- |
| 1 | العميد الركن صالح السنيدي          |            | 2012  |       |
| 2 | العميد الركن احمد صالح الحمزي      | 2012       |       |       |
| 3 | العميد الركن مهدي احمد علي الشكلية | أغسطس 2015 |       |       |